# ورزشگاه آوانگارد (ویبورگ)
ورزشگاه آوانگارد (به لاتین: Avangard Stadium) یک ورزشکاه فوتبال در روسیه است که در ویبورگ واقع شده‌است.